# Modellazione geometrica
In geometria descrittiva la modellazione geometrica di un oggetto indica la ricerca di alcuni elementi più semplici che lo identificano univocamente.
Come esempio, nel caso di un poliedro bastano i suoi vertici e le loro connessioni; punti e rette sono sufficienti per descrivere superfici classiche come la sfera, il cilindro e il cono; una superficie rigata è invece completamente determinata dalla parametrizzazione di due curve.
La modellazione geometrica può venire trattata anche da strumenti informatici, come il kernel ACIS.